# Hanna Sandtner

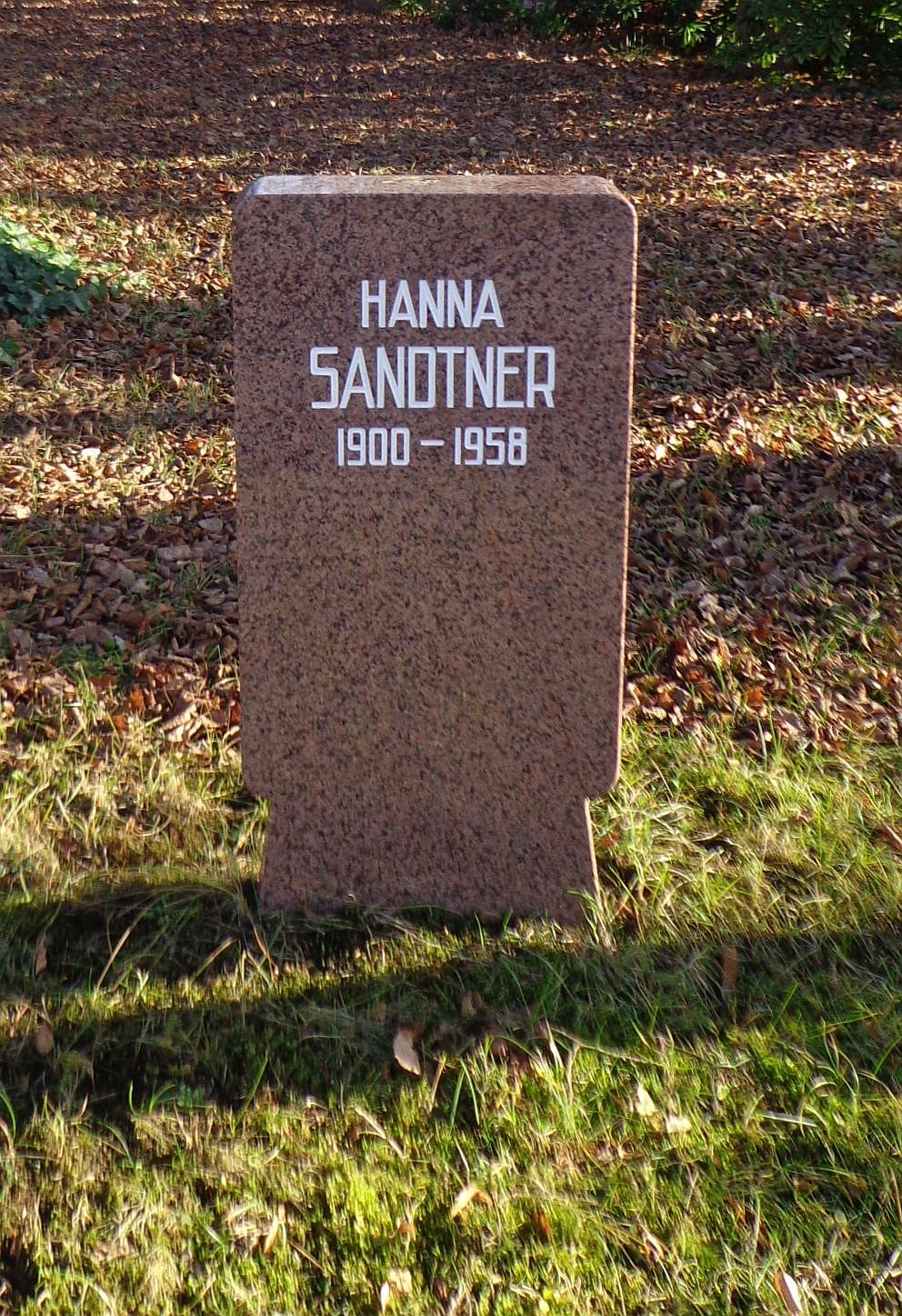
Grabstätte

Hanna Sandtner, geborene Ritter, (* 26. August 1900 in München; † 26. Februar 1958 in Berlin) war eine deutsche KPD-Politikerin und -Funktionärin.

## Leben
Hanna Sandtner wurde 1900 als Johanna Ritter als Tochter eines Chauffeurs in München geboren. Den Namen Sandtner nahm sie in den 1920er Jahren nach ihrer Eheschließung mit dem Kommunisten Augustin Sandtner an. In ihrer Jugend arbeitete sie in einer Kartonfabrik und als Kontoristin. 1918 wurde sie Mitglied des Spartakusbundes. Der Kommunistischen Partei Deutschlands (KPD) gehörte sie seit der Gründung an.
1919 wurde Sandtner wegen Beteiligung an den Kämpfen der Bayerischen Räterepublik zu sechs Monaten Festungshaft verurteilt. 1921 beteiligte sie sich am Mitteldeutschen Aufstand. Nach dessen Niederschlagung wurde sie zu eineinhalb Jahren Haft wegen „Vergehen gegen das Sprengstoffgesetz“ verurteilt, die sie zwischen 1921 und 1923 im Frauenzuchthaus in Aichach verbüßte.
Nach der Haftentlassung wurde Sandtner Polleiterin in München und Frauenleiterin der KPD-Bezirksleitung von Südbayern. Dort lernte sie auch ihren späteren Ehemann Augustin Sandtner kennen. 1923 siedelte sie nach Berlin über, wo sie von 1925 bis 1931 als Angestellte bei der sowjetischen Handelsvertretung arbeitete. 1931 wurde sie hauptamtliche Funktionärin bei der KPD-Bezirksleitung Berlin-Brandenburg. Im selben Jahr wurde sie Stadtverordnete in Berlin, eine Tätigkeit, die sie bis zum Februar 1933 ausüben sollte.
Im Juni 1931 wurde Sandtner im Nachrückverfahren Mitglied des Reichstages in Berlin, wo sie das Mandat des Abgeordneten Ernst Reinke übernahm. Bei den Reichstagswahlen vom Juli 1932 wurde Sandtners Mandat einmal bestätigt, bevor sie nach den Novemberwahlen 1932 aus dem Parlament ausschied. Im Parlament vertrat sie den Wahlkreis 2 (Berlin).
Nach der „Machtergreifung“ der Nationalsozialisten im Januar 1933 begann Sandtner im Februar 1933 als illegale Instrukteurin im Berliner Unterbezirk Nord zu arbeiten.
Im Februar 1934 floh Sandtner in die Sowjetunion, wo sie sich in Moskau niederließ und Kurse an der Internationalen Lenin-Schule besuchte. Im Dezember 1934 reiste sie unter falschen Namen nach Österreich. In den folgenden Monaten wirkte sie in der Leitung der Kommunistischen Partei Österreichs (KPÖ) in Wien. Am 30. Oktober 1935 wurde Sandtner unter dem Namen Anna Gelb in Wien verhaftet und im März 1936 wegen „Hochverrats“ zu eineinhalb Jahren schwerer Kerkerhaft verurteilt. Sandtners Ehemann, der seit 1935 in Deutschland in Haft war, wurde 1944 im KZ Sachsenhausen ermordet.
Im Juli 1936 wurde Sandtner von den österreichischen Behörden amnestiert. 1937 kam sie in die Tschechoslowakei, wo sie bis zur deutschen Besetzung des Landes für die kommunistische Bewegung in Prag tätig war. Danach lebte sie eine Zeit lang in Polen, später ging sie nach Norwegen, wo sie zu den prominentesten deutschen Emigranten gehörte und eine Beziehung mit ihrem Mitexilanten Paul Jahnke begann. 1940 floh sie nach Schweden. Dort wurden Sandtner und ihr Lebensgefährte zunächst interniert. Nach ihrer Entlassung aus der Internierung arbeitete Sandtner als Putzfrau und Metallarbeiterin. In der Gruppe der in Schweden lebenden Exilkommunisten gerieten sie und Jahnke zeitweise in Isolation. Grund hierfür waren eine angebliche Erschütterung des Parteibewusstseins durch die Emigrationsverhältnisse sowie die von Jahnke im Sommer 1941 geäußerten Zweifel an den Siegesaussichten der Roten Armee im Ostkrieg, denen Sandtner nicht widersprochen hatte.
Anfang März 1946 kehrte Sandtner nach Berlin zurück, wo sie Referentin in der Abteilung Arbeit und Sozialfürsorge im Parteivorstand der SED wurde. Im März 1947 wurde Sandtner Geschäftsführerin der Volkssolidarität. Im September 1948 erkrankte Sandtner schwer. Zur Auskurierung ihres Leidens – wahrscheinlich auch zur Überwachung des ebenfalls dort weilenden Schriftstellers Erich Weinert – ging sie in der Folge einige Monate lang in die Schweiz. Im Mai 1949 wurde Sandtner in das Volkspolizei-Präsidium von Berlin versetzt, wo sie im Rang eines VP-Kommandeurs (Oberstleutnant) die Leitung der Presse-Abteilung übernahm.
Ende 1950 wurde Sandtner aufgrund des Befehls Nr. 2 wegen ihrer Westemigration, aber auch wegen ihrer schweren Krankheit abberufen. Anfang April 1951 wurde Sandtner Leiterin der Fachschule des VEB Textil-Mode in Berlin-Friedrichshain. 1954 erhielt sie eine Rüge wegen parteischädigenden Verhaltens.
Hanna Sandtner wurde in der Ehren-Gräberanlage „Pergolenweg“ der Gedenkstätte der Sozialisten auf dem Berliner Zentralfriedhof Friedrichsfelde beigesetzt.

## Auszeichnungen in der DDR
- 1950 Ehrenzeichen der Deutschen Volkspolizei[5]
- 1958 Ehrengrab auf dem Zentralfriedhof Friedrichsfelde